# 第一代蒙茅斯公爵詹姆斯·斯科特
詹姆斯·斯科特，第一代蒙茅斯公爵及第一代巴克卢公爵（英語：James Scott, 1st Duke of Monmouth and of Buccleuch，1649年4月9日—1685年7月15日），原名詹姆斯·克罗夫茨（James Crofts）或詹姆斯·菲茨罗伊（James Fitzroy），是英国的一位贵族。他是英国国王查理二世最年长的私生子，为情妇露西·瓦尔特所生。
他曾参加过第二次英荷战争。此后，率领英国军队参加第三次英荷战争。后来带领一个英国、荷兰联合旅参加法荷战争。1685年，他发动蒙茅斯叛乱，试图推翻叔父詹姆斯二世叛乱失败后，他于1685年7月15日被斩首。

## 生平

徽章

威尔士亲王查理于1648年在第二次英格兰内战期间移居海牙，他的妹妹玛丽和他的姐夫奥兰治亲王居住在那里。 1648年夏，威尔士亲王迷上来到海牙的露西·沃尔特，后者是他的第一个情妇。詹姆斯是他们的儿子，1649年4月9日出生在荷兰的鹿特丹，早年在斯希丹度过。
由于查理没有合法的在世子女，他的弟弟约克公爵詹姆斯成为王位的第二顺位继承人。詹姆斯·斯科特长大后，那些忠于约克公爵的人散布谣言说年轻的詹姆斯与莱斯特伯爵的小儿子罗伯特·西德尼上校很像，而1648年夏遇到查尔斯之前，露西可能是罗伯特·西德尼的情妇。不过，2012年蒙茅斯的后裔第十代巴克卢公爵的遺傳指紋分析显示，他与远方的斯图亚特表亲拥有相同的Y染色体，证明查理二世确实是詹姆斯·斯科特的父亲。
詹姆斯有一个亲妹妹或同父异母的妹妹玛丽·克罗夫茨，她的父亲可能是塔夫勋爵（Theobald Taaffe, 1st Earl of Carlingford）。玛丽后来嫁给了爱尔兰人威廉·萨斯菲尔德，从而成为詹姆斯党将军帕特里克·萨斯菲尔德的嫂子。
作为一个私生子，詹姆斯没有资格继承英国或苏格兰的王位，除非他能证明他父母已经秘密结婚。他因此开始坚持他的父母已经结婚并且说自己拥有他们结婚的证据，但他从未出示过这一证据。查理二世曾以书面形式向枢密院作证，除了他的王后布拉干薩的凱瑟琳，他从未与任何人结婚。
1658年3月，年轻的詹姆斯被国王的一名手下绑架，送往巴黎，并由第一代克罗夫茨男爵威廉·克罗夫茨照顾。他曾在法米利短暂地上过一段时间学。

### 军旅生涯

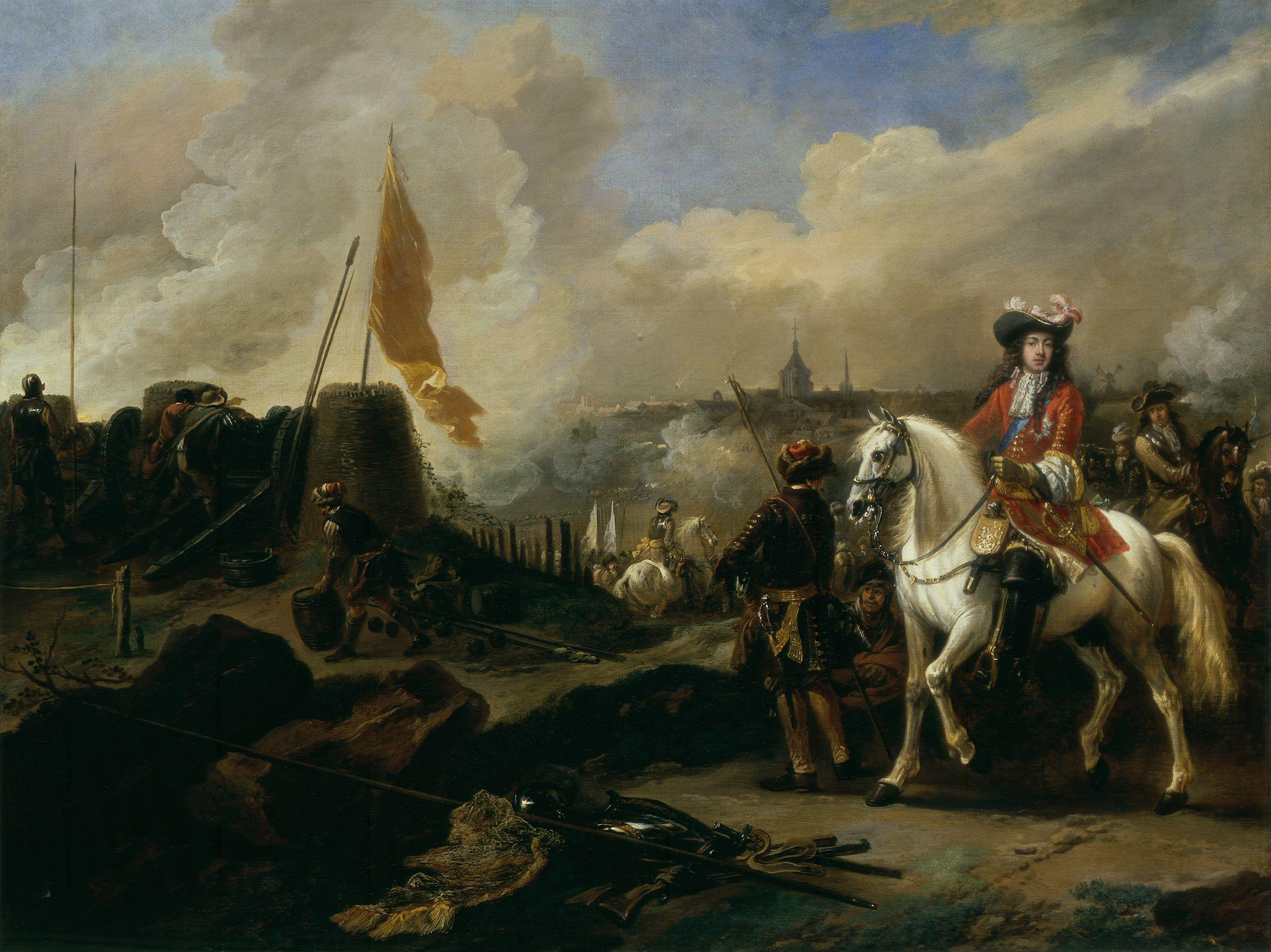
詹姆斯·斯科特1672年指挥英国人对抗荷兰人

1663年2月14日，年仅13岁的詹姆斯被带到英格兰，后不久被封为蒙茅斯公爵，并获得唐卡斯特伯爵和泰恩代尔的斯科特男爵的头衔。1663年3月28日，他获得嘉德勋章。
1663年4月20日，就在他14岁生日的几天后，蒙茅斯公爵与第四代布克卢赫伯爵夫人安妮·斯科特结婚。他在结婚时取了他妻子的姓氏。在他结婚的第二天，这对夫妇被封为巴克卢公爵和公爵夫人、达尔基思伯爵和伯爵夫人，并获得苏格兰贵族头衔惠彻斯特和埃斯克代尔的斯科特勋爵和勋爵夫人（Lord and Lady Scott of Whitchester and Eskdale）。蒙茅斯公爵因为信仰新教而很受欢迎，而王位的推定继承人约克公爵詹姆斯公开皈依罗马天主教。
1665年，16岁的蒙茅斯在他的叔叔约克公爵手下的英國皇家海軍中参加了第二次英荷戰爭。1666年6月，他回到英国担任骑兵上尉。1668年9月16日，他被任命为皇家骑兵卫队上校。1672年第三次英荷战争爆发时，一个由6,000名英国和苏格兰军队组成的旅被派往法国军队服役，蒙茅斯担任指挥官。1673年4月，他成为约克郡东区郡长和赫尔河畔金斯顿总督。在1673年6月馬斯垂克圍城戰中，蒙茅斯英勇作战，赢得了不错的名声。一度有消息称他将接替第一代紹姆貝格公爵弗雷德里希·紹姆貝格担任英格兰西兰远征队的指挥官，但这并没有发生。
1674年，蒙茅斯成为剑桥大学的校监和御马官。此外，查理二世指示所有军事命令都应首先由蒙茅斯检查，从而使他能够有效地指挥军队；他的职责包括调动部队和镇压骚乱。1677年3月，他还成为了斯塔福德郡的郡长。

### 争夺王位

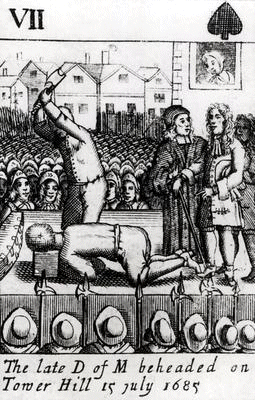
蒙茅斯于1685年7月15日在塔丘遭处决

1678年，蒙茅斯任英荷军队指挥官，与法国作战，并在当年8月法荷战争期间的圣但尼战役中脱颖而出，进一步提高了他的声誉。次年他返回英国后，他在1679年6月22日以寡敌众，指挥军队镇压了人数更多的苏格兰誓约派叛乱。

### 叛乱
虽然遭到议会反对，查理二世坚持维护约克公爵的继承权，并于1679年9月将蒙茅斯流放荷蘭共和國。1683年发生企图暗杀查理二世和约克公爵的黑麦庄园阴谋之后，蒙茅斯被认定为共谋者。1685年2月查理二世国王去世，蒙茅斯发动蒙茅斯叛乱，于1685年6月上旬在多塞特郡的莱姆里杰斯登陆，试图从已经是詹姆斯二世和七世的叔叔手中夺取王位 。他表示要捍卫、维护新教和英格兰的法律、权利和特权免受侵犯，并发表公开宣言，詹姆斯二世和七世下令逮捕宣言的出版商和发行商。
蒙茅斯在包括阿克明斯特、查爾德、 伊尔明斯特和湯頓在内的各个地方宣称自己是合法的国王。两军于1685年7月6日在塞奇穆尔战役中相遇，这是两支军队在英国土地上进行的最后一次明确的会战。但蒙茅斯临时组建的部队无法与正规军抗衡，被彻底击败。

### 逮捕
会战结束后，他遭悬赏5,000英镑。1685年7月8日，蒙茅斯在汉普郡的灵伍德附近被捕。《泰特爱丁堡杂志》（Tait's Edinburgh Magazine）详细描述了他被捕的经过。

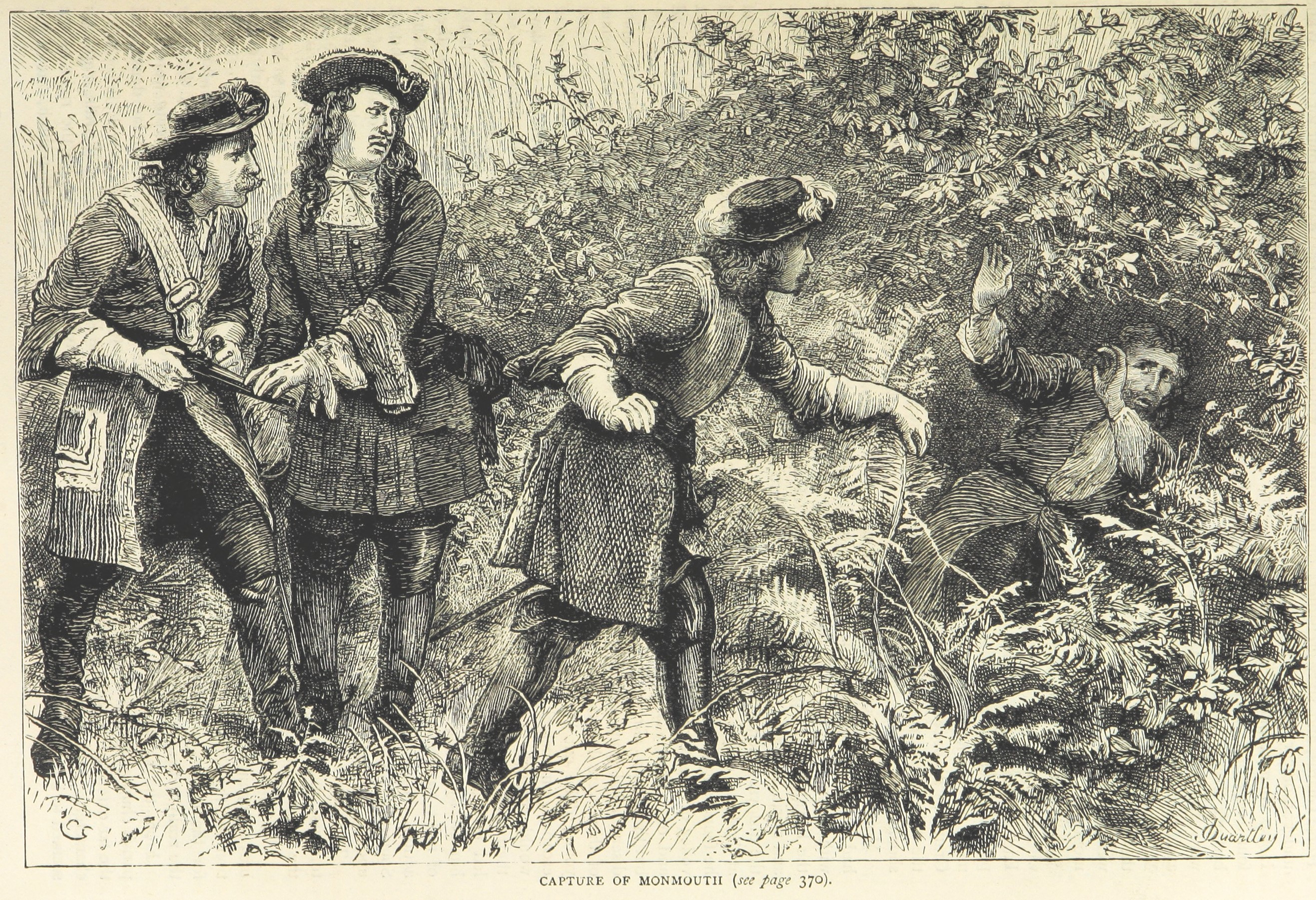
蒙茅斯被捕

公爵曾与一个牧羊人交换过衣服，牧羊人很快被捕并遭审问。他曾藏在一条长满蕨类和荆棘的沟渠中，但最终还是被抓住了。被捕时，蒙茅斯处于极度饥饿和疲劳中，除了口袋里的几颗生豌豆，没有任何食物。
蒙茅斯被俘后被判叛国罪。国王曾允许他觐见——尽管无意赦免，这打破了国王只有有意宽大处理时才会接受犯人觐见的传统。蒙茅斯甚至提出自己可以皈依天主教，但无济于事。有很多人向国王求情，但国王全都置之不理，就连他的嫂子凯瑟琳太后也不理会。

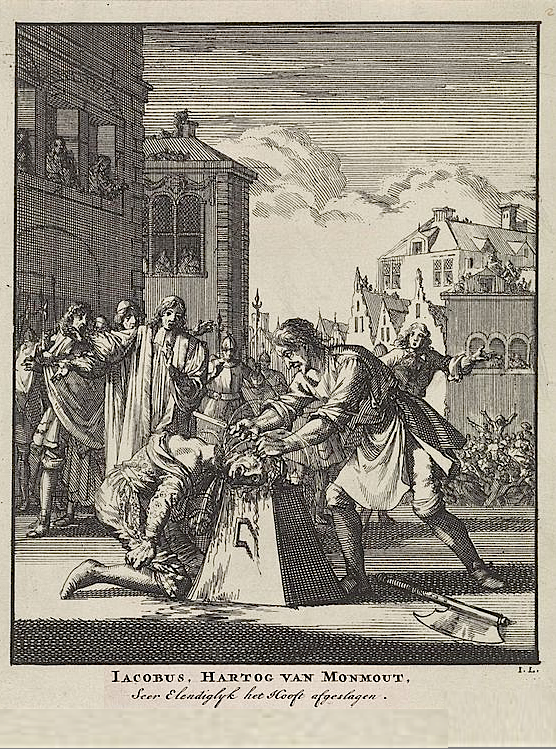
处决蒙茅斯

蒙茅斯于1685年7月15日在塔丘被杰克·凯奇斩首。死前不久，伊利主教和巴斯和威尔斯主教曾拜访他，但没给他做聖餐禮，因为蒙茅斯拒绝承认他发动的是叛乱，也不承认他和温特沃斯夫人的关系是有罪的。据说，蒙茅斯被砍头前曾特意吩咐凯奇一击毙命，但凯奇砍了好几次都没砍掉他的头，蒙茅斯甚至抱怨着站了起来，令观众大为惊恐。一说他的头最后是用小刀割下来的。至于具体砍头次数也有很多说法，一说为8次，伦敦塔的官方资料说是5次，查尔斯·斯宾塞在他的著作《布伦海姆》（Blenheim）中则说是7次。
蒙茅斯被安葬在伦敦塔的锁链中的圣彼得皇家礼拜堂。他的公爵领地被没收，但他的头衔唐卡斯特伯爵和廷代尔斯科特男爵于1743年3月23日被乔治二世国王还赐给他的孙子第二代巴克卢公爵弗朗西斯·斯科特。

### 传说
相传在处决后发现公爵没有正式的肖像画，所以他的尸体被挖出来，头又被缝上画了一幅肖像。然而，目前在伦敦的國家肖像館中，至少有两幅蒙茅斯的正式肖像可以追溯到他去世之前 ，另一幅曾被认为是蒙茅斯的肖像可能是这个传说的源头。
铁面人身份的众多身份之一便是蒙茅斯。传说有人代替他被处决，詹姆斯二世将蒙茅斯送到法国并由路易十四囚禁。
亨利·珀塞爾曾给一位身份不明作者的讽刺诗配乐（Z. 481），嘲笑蒙茅斯和他的出身。

## 后代

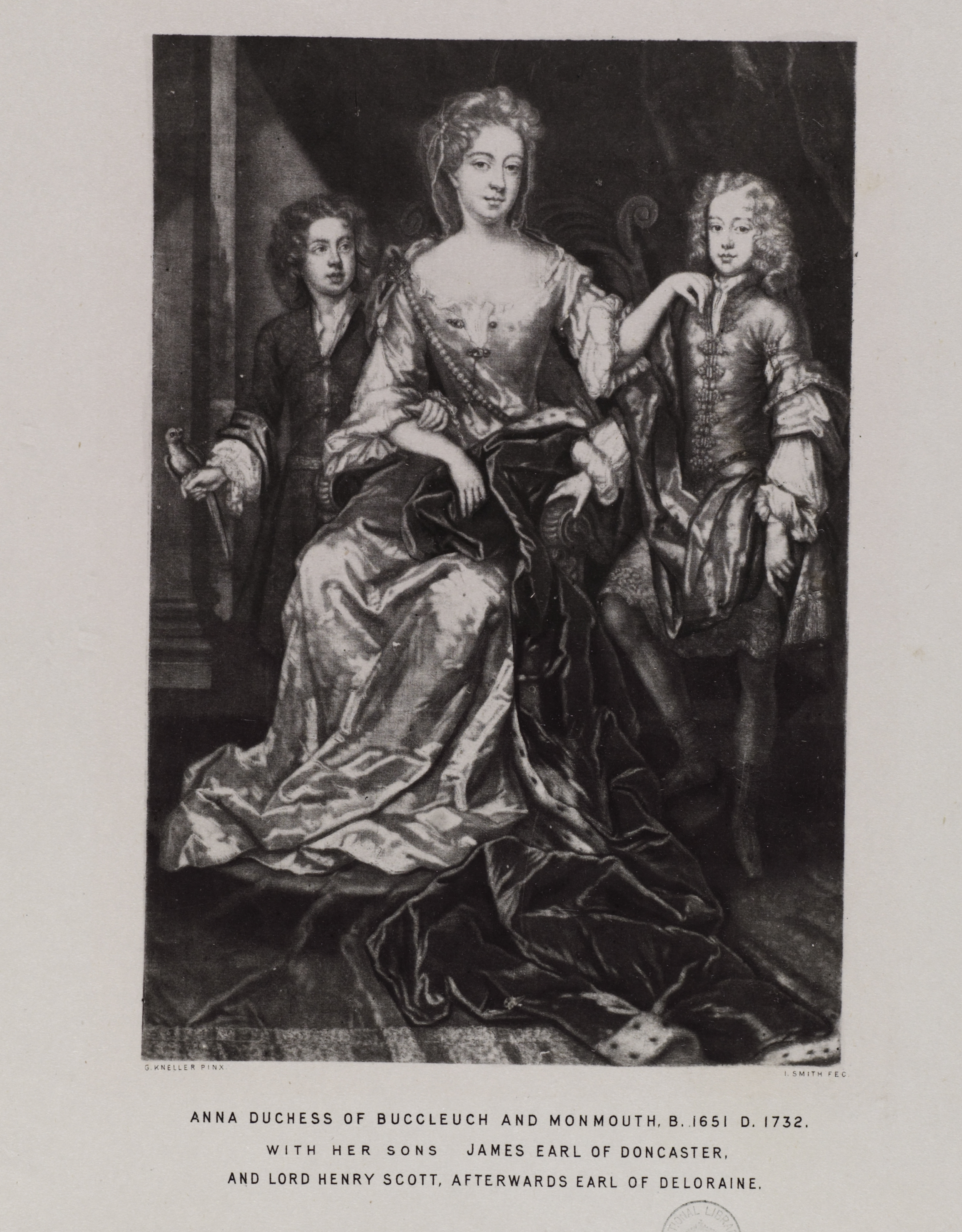
布克卢赫公爵夫人安娜和她的两个儿子

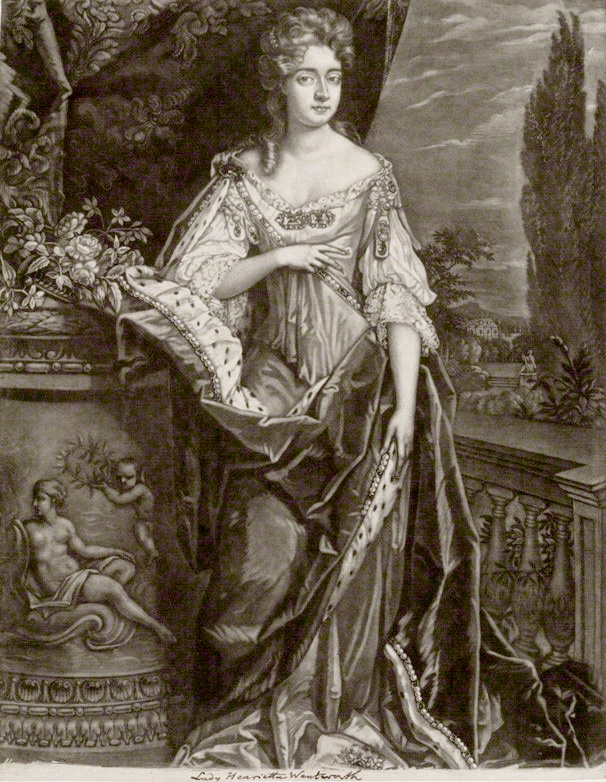
温特沃斯男爵夫人

他的妻子是第一任布克卢赫公爵夫人安妮·斯科特，育有六个孩子：
- 唐卡斯特伯爵查尔斯·斯科特（1672年8月24日-1673/1674年2月9日）
- 达尔基斯伯爵詹姆斯·斯科特（1674年5月23日-1705年3月14日）。他于1693/1694年1月2日与第一代罗切斯特伯爵劳伦斯·海德的女儿亨丽埃塔·海德结婚。他们是第二代巴克勒公爵弗朗西斯·斯科特的父母。
- 安妮·斯科特夫人（1675年2月17日-1685年8月13日）
- 亨利·斯科特，第一代德洛兰伯爵（1676–1730年12月25日）
- 弗朗西斯·斯科特（死于婴儿期；1679年12月8日下葬）
- 夏洛特·斯科特夫人（死于婴儿期；1683年9月5日下葬）

他有一个情妇埃莉诺·尼达姆（Eleanor Needham），后者是兰贝斯的罗伯特·尼达姆爵士的女儿，两人育有三个孩子：
- 詹姆斯·克罗夫茨（死于1732年3月），陆军少将。
- 亨丽埃塔·克罗夫茨（约1682–1730年2月27日），1697年左右与第二代博尔顿公爵查尔斯·保莱特结婚。
- 伊莎贝尔·克罗夫茨（英年早逝）

在他生命的尽头，他还与温特沃斯男爵夫人亨丽埃塔（Henrietta Wentworth, 6th Baroness Wentworth）发生了婚外情。